# Death of Me
Death of Me is een Amerikaanse horrorfilm uit 2020, geregisseerd door Darren Lynn Bousman.

## Verhaal
Een pasgetrouwd stel gaat op vakantie naar een warm oord. De volgende dag ontdekken de pasgetrouwden, zonder zich iets te herinneren op hun telefoon een vreemde rituele video waarin een van de echtgenoten (de echtgenoot) zijn vrouw vermoordt, ondanks het feit dat ze nog springlevend is.

## Rolverdeling
| Acteur         | Personage |
| -------------- | --------- |
| Maggie Q       | Christine |
| Luke Hemsworth | Neil      |
| Alex Essoe     | Samantha  |
| Kat Ingkarat   | Madee     |
| Kelly B. Jones | Kanda     |

## Ontvangst
De film werd ongunstig ontvangen door de filmpers. Op Rotten Tomatoes heeft Death of Me een waarde van 33% en een gemiddelde score van 4,10/10, gebaseerd op 42 recensies. Op Metacritic heeft de film een gemiddelde score van 31/100, gebaseerd op 4 recensies.